# 碑文谷創
碑文谷 創（ひもんや はじめ、1946年1月19日 - ）は、岩手県一関市生まれ・宮城県仙台市出身のジャーナリスト。死と葬送の文化についての報道・評論・講演活動を行う。「葬送ジャーナリスト」「葬送評論家」と言われる。

## 略歴

### 全共闘闘士として
東京神学大学卒業、同大学大学院修士課程中退。日本基督教団の教団闘争において、東京神学大学全学共闘会議を率い、東神大闘争を先導したリーダーである。1971年1月25日に、「闘いに終わりはないし、我々は終わることを許しはしない。」と、東神大教授会、キリスト教会、国家権力、闘いの中途にくじけた仲間と、自らへの告発の書である、東京神学大学全学共闘会議・解散宣言を発表した。大学院時代に「碑文谷創」と名乗り文章を書く。
2012年8月に1969年6月から1972年6月まで20代で発表した論稿すべてを収録した『キリスト教界と東神大闘争　碑文谷創全発言録』（論創社）を著す。前出の「解散宣言」も収録している。

### 葬送ジャーナリストとして
28歳で断筆し、出版社に勤務。1990年に表現文化社を設立、死と葬送をテーマに「碑文谷創」の名で文章を書くことを再開。同社清算の2016年10月まで隔月刊雑誌「SOGI」編集長。
執筆した『葬儀概論』（現在、四訂版）は葬祭ディレクター技能審査のテキストとなっている。
その他に、1994年の創設時より日本遺体衛生保全協会顧問を務める。

## 著書
- 『「お葬式」の学び方』（講談社、1994年）
- 『葬儀概論』（表現文化社、初版、1996年）
  - 改訂版、2003年
  - 増補3訂版、2011年
  - 4訂版3刷、葬祭ディレクター技能審査協会、2020年
- 『死に方を忘れた日本人』（大東出版社、2003年）
- 『社葬 - 準備と対策のすべて』（出版文化社、2004年）
- 『新・お葬式の作法 - 遺族になるということ』（平凡社新書、2006年）
- 『お葬式の後にすること - これだけは知っておきたいこと』（表現文化社、2006年）
- 『お葬式って何? - もしもの時にあわてないために』（表現文化社、2006年）
- 『「お葬式」はなぜするの?』（講談社+α文庫、2009年)
- 『Q&Aでわかる葬儀・お墓で困らない本』（大法輪閣、2009年）
- 『キリスト教界と東神大闘争　碑文谷創全発言録』（論創社、2012年）

### 共著
- 『パウロをどうとらえるか』（荒井献編、共著、新教出版社、1972年→2003年）

### 編書
- 『愛しき人を偲ぶ - 私のお葬式体験』（講談社、1995年）

### 監修
- 『生前から考え、準備しておく自分らしい葬儀』（小学館、1998年）
- 『いざというときにすぐ役立つ葬儀と法要の手帳』（小学館、2001年）
  - 『いざというときにすぐ役立つ葬儀と法要の手帳』（視覚障害者支援総合センター、2006年）
- 『お葬式 - 臨終から納骨、法要まで』（小学館、2005年）

### 分担執筆
- 『遺体衛生保全概論』（佐藤喜宣編、日本遺体衛生保全協会、2012年）[7]

### 論文
- CiNii>碑文谷創